# Hotel InterContinental Bucarest
El Hotel Intercontinental Bucarest (en rumano: Hotelul Intercontinental din București) es un rascacielos y hotel de cinco estrellas situado cerca de Plaza de la Universidad, en la ciudad de Bucarest, Rumania en el sector 1 y también un símbolo de la ciudad. Tiene 77 m de altura y tiene 25 pisos, que contiene 283 habitaciones, operado por InterContinental Hotels Group. 
Diseñado por Dinu Hariton, Gheorghe Nadrag, Ion Moscú y Romeo Belea, que era parte de un proyecto más grande que incluía el edificio del Teatro Nacional de Bucarest.